# Pheidole
Pheidole Westwood, 1839 è un genere di formiche di piccole dimensioni, diffuse in tutto il mondo ed appartenenti alla sottofamiglia Myrmicinae.

## Descrizione
Esse presentano polimorfismo nella popolazione delle operaie, e sono caratterizzate dalla presenza di due corte spine sull'epinoto (la parte posteriore del torace). Le specie di Pheidole presentano un capo ovale, ridotto, nelle operaie minor e di forma a ciliegia (con il margine occipitale concavo affossato all'interno dell'occipite) in quelle major.

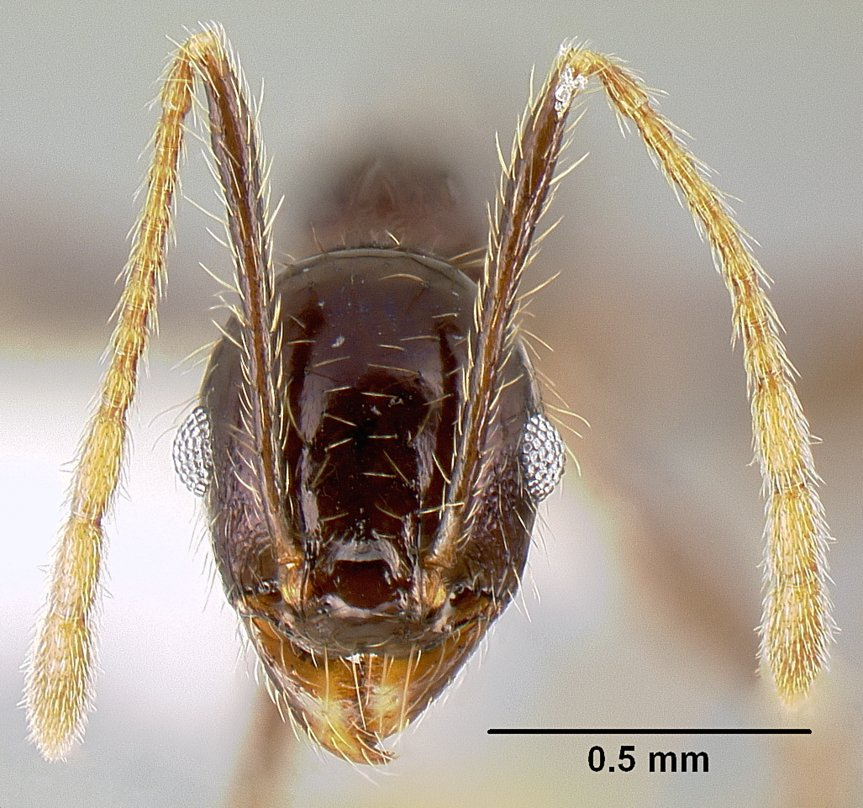
P. purpurea operaia "minor"
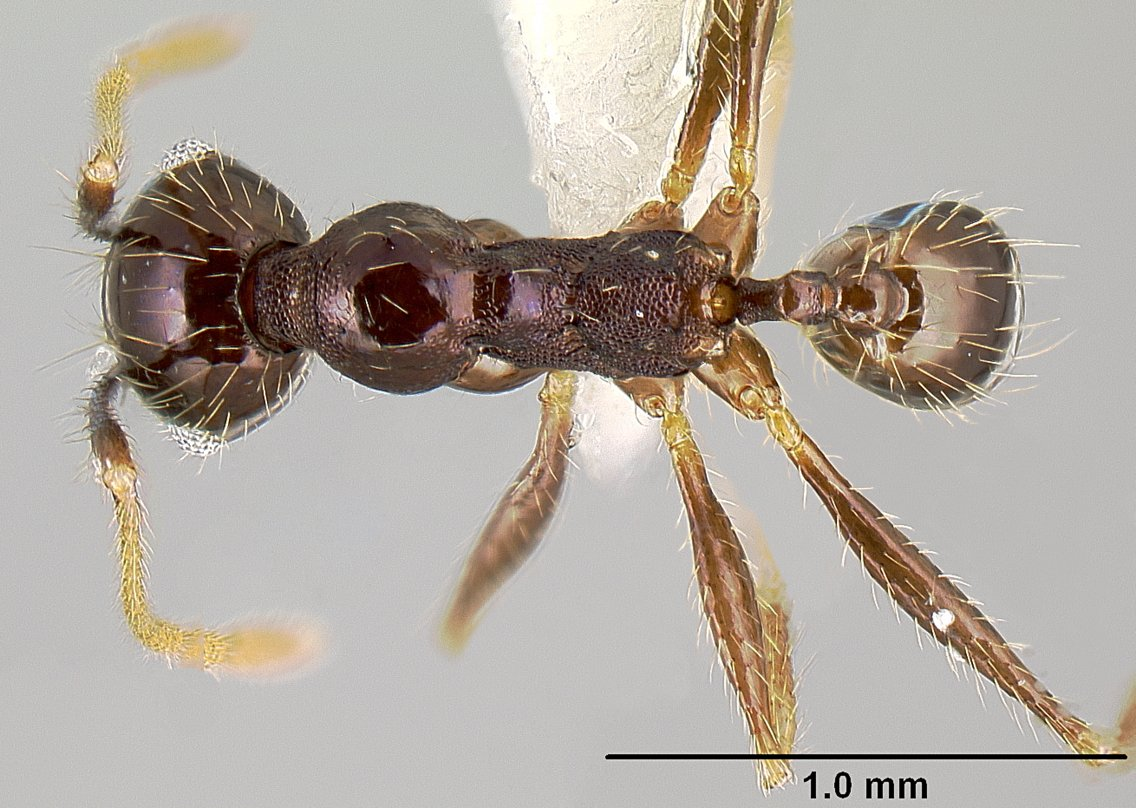
P. purpurea operaia "minor"
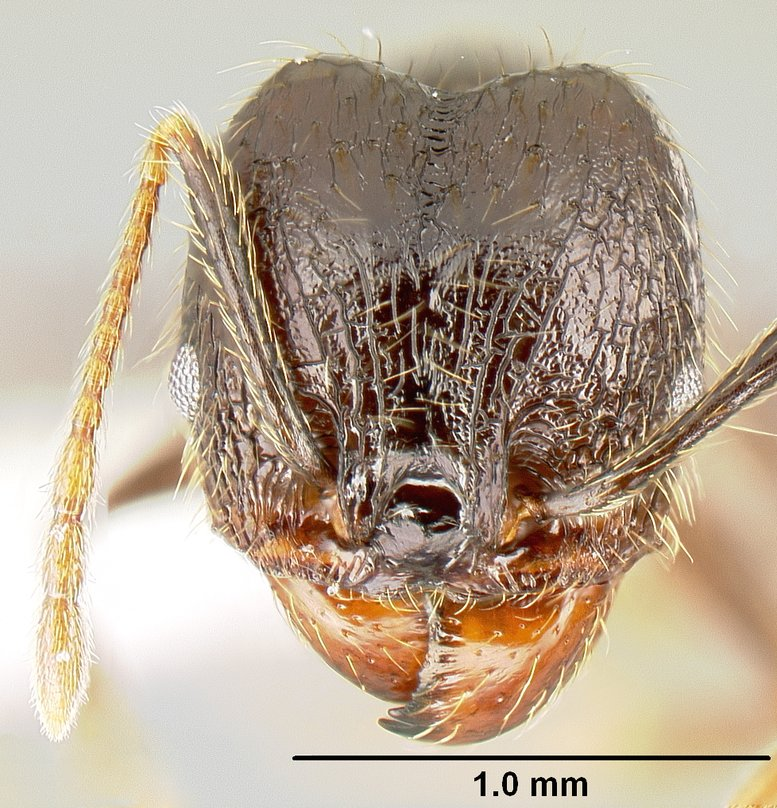
P. purpurea operaia  "major"
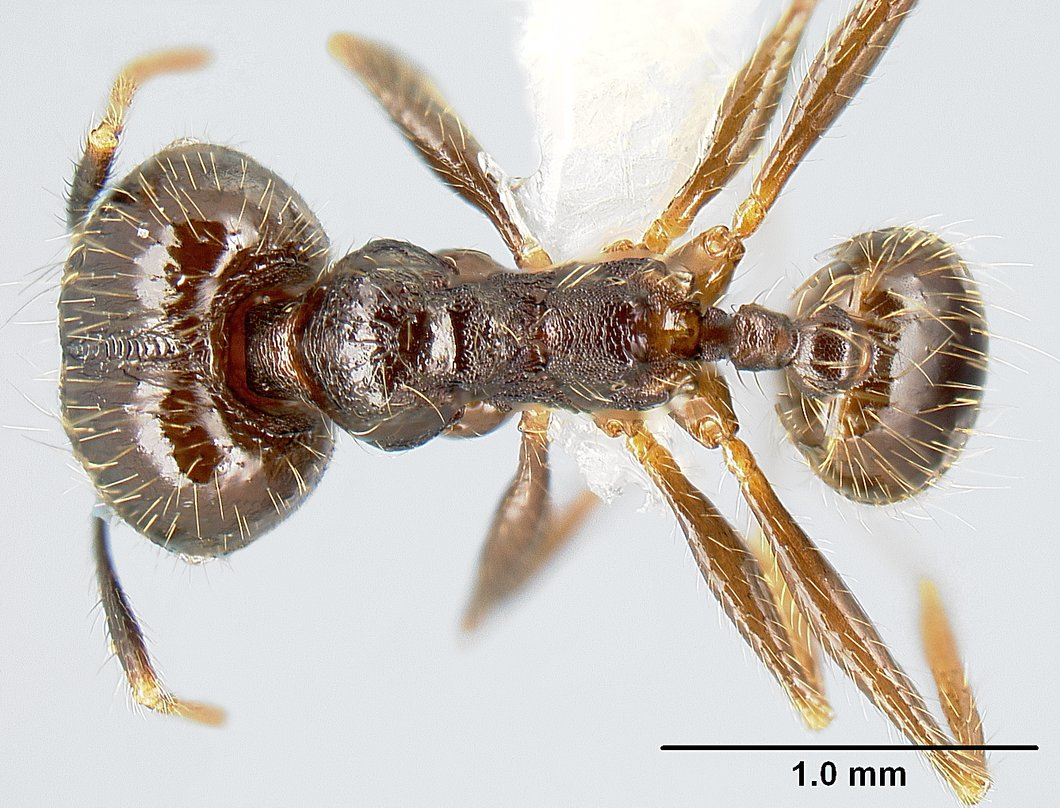
P. purpurea operaia  "major"

## Biologia
Le colonie delle specie appartenenti a questo genere nidificano di norma nel terreno.
Si adattano però a qualsiasi tipo di clima e superficie.

## Tassonomia
Il genere Pheidole comprende oltre 1000 tra specie e sottospecie, diffuse in quasi tutto il mondo.
In Europa sono presenti le seguenti specie:
- Pheidole anastasii
- Pheidole cellarum
- Pheidole flavens
- Pheidole kraepelini
- Pheidole megacephala
- Pheidole pallidula
- Pheidole sinaitica
- Pheidole symbiotica
- Pheidole indica